# Ernst Neustadt
Ernst Neustadt (* 21. März 1883 in Berlin; † 25. April 1942 in Wakefield durch Suizid) war ein deutscher Altphilologe, Pädagoge und Schulleiter.

## Leben
Neustadt besuchte das Wilhelms-Gymnasium in Berlin. Nach dem Abitur 1901 studierte er Klassische Philologie, Germanistik und Religionswissenschaft an der Berliner Universität, unter anderem bei Ulrich von Wilamowitz-Möllendorf und Hermann Diels. Nach seiner Promotion 1906 und dem Staatsexamen 1907 unterrichtete er Latein, Griechisch und Deutsch an verschiedenen Berliner Gymnasien, seit 1910 am Mommsen-Gymnasium in Charlottenburg. Durch zahlreiche wissenschaftliche Veröffentlichungen sowie als Mitglied des pädagogischen Prüfungsamtes erwarb er sich einen über Berlin hinausgehenden Ruf. 1928 bewarb er sich auf Anregung des Oberschulrats von Hessen-Nassau, Heinrich Deiters, als Direktor am Goethe-Gymnasium in Frankfurt am Main und wurde unter 26 Bewerbern als Nachfolger von Ewald Bruhn berufen. Zu seinen Widersachern in der Berufungskommission gehörte der damalige Stadtrat und spätere NS-Gauleiter, Jakob Sprenger. Sein Amt trat er am 1. April 1929 an.
Neustadt führte die Tradition des 1897 als Reform-Realgymnasium nach dem Frankfurter Lehrplan gegründeten Goethe-Gymnasiums fort. Nach der nationalsozialistischen Machtergreifung, die sich in Frankfurt nach den Kommunalwahlen am 12. März 1933 vollzog, wurden die Frankfurter Schulen gleichgeschaltet. Am 22. April 1933 beauftragte der neu ernannte nationalsozialistische Oberbürgermeister Friedrich Krebs eine Kommission, auf Grundlage des Gesetzes zur Wiederherstellung des Berufsbeamtentums Vorschläge für die nationalsozialistische Umgestaltung des Frankfurter Schulwesens zu machen. Neustadt gehörte zusammen mit dem Direktor des Lessing-Gymnasiums, Ernst Majer-Leonhard, zu den ersten Schulleitern, die aufgrund der Empfehlungen dieser Kommission ihrer Ämter enthoben wurden. Am 1. Oktober 1933 wurden Neustadt und Majer-Leonhard ohne Begründung als Direktoren abgesetzt und auf Studienratsstellen versetzt, Majer-Leonhard an das Reformgymnasium Höchst und Neustadt an das Lessing-Gymnasium.
Im November 1935 wurde Neustadt nach der ersten Verordnung zum Reichsbürgergesetz beurlaubt und zum 31. Dezember 1935 zwangsweise in den Ruhestand versetzt. Nach den Nürnberger Rassengesetzen galt Neustadt, der sich zeitlebens als „evangelischer Christ“ bezeichnete, jetzt als Jude. Da Neustadt kein Frontkämpfer im Ersten Weltkrieg gewesen war, sondern an der Schule unterrichtet hatte, wurde seine Pension zudem auf monatlich 492,64 Reichsmark gekürzt.
Nach den Novemberpogromen 1938 hatten Neustadt und seine Frau Gertrud eine Judenvermögensabgabe von 5.800 Reichsmark als „Sühneleistung“ an das Finanzamt abzuführen. Mit der Namensänderungsverordnung wurde er gezwungen, ab 1. Januar 1939 den zusätzlichen Vornamen Israel anzunehmen und im Geschäftsverkehr zu verwenden. Neustadt bemühte sich daher seit November 1938 um eine Emigration nach England. Über einen gemeinsamen Freund, Wolfgang von Tirpitz, erhielt er Kontakt zu dem Reformpädagogen Kurt Hahn, der 1934 die Privatschule Gordonstoun gegründet hatte. Hahn bot ihm eine Lehrerstelle an. Neustadt konnte daraufhin die Auswanderung beantragen und, inzwischen mittellos, im Juli 1939 ohne Zahlung der Reichsfluchtsteuer nach Schottland ausreisen. Am 1. August 1939 trat er seine Stelle in Gordonstoun an, wo zu dieser Zeit zahlreiche Emigranten aus dem nationalsozialistischen Deutschland unterrichteten.

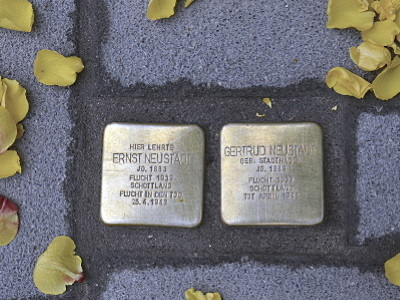
Stolperstein für Ernst und Gertrud Neustadt vor dem Goethe-Gymnasium

Bei Ausbruch des Zweiten Weltkrieges wurden die deutschen Flüchtlinge als enemy aliens behandelt und im Herbst 1939 zunächst in Lingfield Park, Surrey, interniert, später in einem Lager in Douglas auf der Isle of Man. Im August 1940 wurden Neustadt und seine kranke Frau entlassen. Sie durften jedoch nicht nach Gordonstoun zurückkehren. Im September 1941 trat er eine befristete Stelle an einer Grammar School in Wakefield an, wo seine Frau am 30. März 1942 an ihrer Krebserkrankung starb. Neustadt war verbittert und verzweifelt und als feindlicher Ausländer völlig auf sich gestellt. Nachdem seine Stelle an Ostern 1942 ausgelaufen und nicht verlängert worden war, nahm er sich am 25. April 1942 das Leben.
Am 22. Oktober 2020 wurde zum Gedächtnis für ihn und seine Frau zwei Stolpersteine vor dem Goethe-Gymnasium in der Friedrich-Ebert-Anlage verlegt. Seine Biographie, vor allem seine Korrespondenz im Zusammenhang mit der Emigration, sind derzeit Gegenstand eines Forschungsprojektes an der University of Exeter.